# Хронологија ФНРЈ и КПЈ јул 1947.
Хронолошки преглед важнијих догађаја везаних за друштвено-политичка дешавања у Федеративној Народној Републици Југославији (ФНРЈ) и деловање Комунистичке партије Југославије (КПЈ), као и општа политичка, друштвена, спортска и културна дешавања која су се догодила у току јула месеца 1947. године.
| ← јун · Хронологија ФНРЈ и КПЈ током 1947. године · август → |

### 4. јул
- У Љубљани председник Владе ФНРЈ Јосип Броз Тито примио председника Радничке конференције Јужне Америке Л. Толдебана.[1]

### 7. јул
- У Љубљани председник Владе ФНРЈ Јосип Броз Тито примио председника Федерације синдиката ослобођене територије Кине Лиу Нинг Јиа и председника Свеиндијског синдикалног конгреса С. Дангеа, који су боравили у посети Југославији.[1]

### 8. јул
- У Љубљани Народна скупштина НР Словеније усвојила Закон о петогодишњем плану развоја народне привреде НР Словеније.[2]

### 11. јул
- У Љубљани председник Владе ФНРЈ Јосип Броз Тито примио Михаља Кароља, бившег председника Мађарске Демократске Републике и новоименованог опуномоћеног министра Народне Републике Мађарске у Паризу.[1]

### 12. јул
- У Сарајеву, 12. и 13. јула, одржан Други конгрес Антифашистичког фронта жена Босне и Херцеговине, коме је присуствовало 650 делегата из читаве Босне и Херцеговине. Главна пажња на Конгресу посвећена је остваривању Петогодишњем плану и задацима који пред АФЖ стоје у вези са тим.[2]

### 14. јул
- Председник Владе НР Албаније Енвер Хоџа боравио у службеној посети Совјетском Савезу, од 14. до 26. јула. Током боравка у Москви, он се сусрео са Јосифом Стаљином. Након ове посете настала је све приметнија криза у југословенско-албанским односима.[3][4]

### 20. јул
- На планини Папук припадници Управе државне безбедности (УДБА) открили и ухапсили трочлану усташку терористичку групу у којој су били — Љубо Милош, Анте Врбан и Лука Гргић (страдао приликом покушаја бекства за време хапшења), која је 7. јуна прешла југословенско-мађарску границу са циљем да покрене акцију „Десети травањ“, која је имала за циљ извођење разних терористичких и диверзантских акција против нових власти ФНР Југославије. УДБА је тада покренула операцију „Гвардијан“, током које су усташама у иностранству слате лажне поруке, којима су намамљивани да дођу у земљу, тако да је у наредних годину дана ухапшено укупно 19 усташких група, а операција је завршена 3. јула 1948. хапшењем Божидара Каврана, главног организатора илегалног убацивања усташа. Ухапшеним усташама суђено је током августа 1948. и већина их је осуђена на смрт, а остали на дуже затворске казне.[3]

### 21. јул
- У Београду умрла позоришна глумица Жанка Стокић (1887—1947), која је остала упамћена по улози у представи Госпођа министарка, коју је Бранислав Нушић написао управо за њу.

### 26. јул
- У Београду председник Владе ФНРЈ Јосип Броз Тито, у присуству председника Централног одбора Јединствених синдиката Југославије Ђуре Салаја, примио совјетску синдикалну делегацију коју је предводио Ј. Березин.[1]

### 27. јул
- У посети Југославији, од 27. јула до 3. августа, боравила делегација Народне Републике Бугарске, коју је предводио председник Министарског савета Георги Димитров. Истог дана председник Владе ФНРЈ Јосип Броз Тито приредио је свечани пријем у Белом двору, а сутрадан 28. јула у бугарском посланству је приређен пријем коме су присуствовали — председник Владе ФНРЈ маршал Тито, председник Президијума Народне скупштине ФНРЈ др Иван Рибар, потпредседник Владе ФНРЈ Едвард Кардељ, чланови Президијума и Владе ФНРЈ, као и представници Југословенске армије. Бугарска делегација је од 30. јула до 1. августа боравила на Бледу, где је одржана Југословенско-бугарска конференција.[5][2][3]

### 30. јул
- На Бледу, од 30. јула до 1. августа, одржана Југословенско-бугарска конференција на којој су размотрена питања узајамних односа двеју земаља у области економског, културног и политичког живота, као и припрема царинске уније и формирање Балканске федерације. На крају Конференције потписан је тзв. „Бледски споразум“ којим је постигнут договор о закључењу Уговора о пријатељству (потписан у Софији, новембра исте године), сарадњи и узајамној помоћи, затим о развијању робне размене, привредне сарадње и др. Такође, овим споразумом су отписане бугарске ратне репарације према ФНРЈ.[5][2][3]